# حرة سبيع
تُعرف حرّة سبيع قديماً بحرّة نجد او حرة بني هلال الذي كانوا يسكُنوها قبل رحيلهم إلى بلد المغاربة. وتُسمى حالياً بحرّة سبيع او حرّة نواصف. والمقصود بنواصف هم قبيلة سبيع من بني عامر بن صعصعة. ولذلك يطلق عليها ايضاً بحرّة نواصف.
حرّة نجد - سبيع هي حرّة بركانية تقع في السعودية. وبالتحديد بالمنطقة الغربية جنوباً من محافظة الخرمة وغرباً من محافظة رنية وشرقاً من محافظة تربة وشمالاً من محافظة العقيق
وسميت بهذا الاسم لقربها من نجد وطبيعة ارضها السهلة التي لا تُشابه الحرّات الأخرى مثل حرّة كشب او حرّة رهط وغيرها من الحرّات الأخرى. وتسمى حالياً بحرّة سبيع نسبة لسُكانها من قبيلة سبيع الذي سكنوها بعدما رحلوا منها أبناء عمومتهم قبيلة بني هلال. وهي تقع بين واديين من عظام الاودية في الجزيرة العربية. وهما ( وادي رنية ) و ( وادي تربة - وادي الخرمة ) المعروف بوادي سبيع.

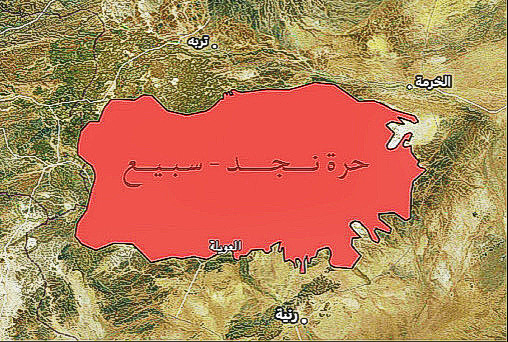
صورة من الخريطة توضح موقع وحدود حرة سبيع

وقد تغنى بها شعراء بني عامر قال لبيد بن ربيعة العامري
ويقصد عندما قال ( سفيرة والغيام ) هما موضعين في الحرة اما سفيرة فهي جبل من اطول الجبال فالحرة، وأما الغيام فهو قاع من اكبر القيعان في حرة سبيع. وتوجد فيه عدود بعضها جاهلية في ديار سبيع. وتعد من اشهر الأماكن المذكورة قديماً.
وقد قال فيها ايضاً ابو زيد الهلاليّ من بني عامر بهذه الأبيات.
ويقصد عندما قال ( العبيدين وارفعه )
هما جبال تقع فالجزء الغربي من الحرّة وتعد ايضاً من اشهر الجبال في حرّة سبيع المذكورة قديماً.
ويوجد في حرّة سبيع الكثير من المعالم التاريخيّة مثل كهف الحباشي المشهور. يعتبر كهف غار الحباشي من المعالم التاريخيّة في حرّة سبيع. وقد سمي بهذا الاسم لأنه يقع بالقرب من جبل الحباشي الذي يقع شرقه. وهو يقع في الجنوب الغربي من محافظة رنية في وسط حرّة سبيع ويتبع ادرياً مركز العويله التابع لمحافظة رنية.

## انظر ايضًا
- رنية
- كهف غار الحباشي
- سبيع
- نجد
- حرة سبيع

## روابط خارجية
حرة «سبيع» شرق الخرمة تتزين بالغطاء الأخضر
وادي الخرمة